# Bryce Dallas Howard
Bryce Dallas Howard (Los Angeles, 2 de março de 1981) é uma atriz, cineasta, produtora de cinema e modelo norte-americana.
Ela estreou no cinema em 1989 no filme Parenthood, dirigido por seu pai (Ron Howard), e nos anos seguintes atuou em peças de teatro. Nesse período ela estudou na Tisch School of the Arts da Universidade de Nova Iorque, conseguindo um Bacharelado em Belas Artes. Depois de chamar a atenção do diretor M. Night Shyamalan, ele a escolheu para interpretar um dos papéis principais no filme A Vila de 2004, repetindo a parceria com o diretor dois anos depois em Lady in the Water. Sua performance em As You Like It lhe rendeu uma indicação ao Golden Globe Award em 2008.
Howard apareceu para o grande público em 2007 como Gwen Stacy em Spider-Man 3, e no filme Terminator Salvation de 2009. Em 2011 ela estrelou The Help, filme que foi aclamado pela crítica e que lhe deu o Screen Actors Guild Award de Melhor Elenco em Cinema e em 2015 estrelou Jurassic World, que foi seu filme de maior sucesso comercial e também o filme que fez sua carreira crescer mais. Já em 2018 retornou as telas mais uma vez como Claire Dearing em Jurassic World: Fallen Kingdom, sucesso de público em bilheterias pelo mundo todo.

## Infância e adolescência
Concebida em Dallas, Texas - a origem de seu nome do meio - Howard nasceu em Los Angeles, Califórnia, filha da escritora Cheryl Alley e do ator/diretor Ron Howard, no dia 2 de março de 1981. Seus avós paternos são os atores Rance Howard e Jean Speegle Howard; seu tio é o ator Clint Howard; e seu padrinho é o ator Henry Winkler, que coestrelou a série Happy Days junto com seu pai. Howard e suas irmãs mais jovens, as gêmeas Jocelyn Carlyle Howard e Paige Carlyle Howard, e seu irmão mais jovem, Reed Cross Howard, receberam seus nomes em homenagem as cidades em que foram concebidos. Ela e seus irmãos foram criados longe da indústria do entretenimento. Seus pais não permitiam que assistissem televisão e encorajavam atividades fora de casa. Aos sete anos, entretanto, ela recebeu permissão para ser figurante em um dos filmes de seu pai. Em uma entrevista para Jay Leno, Howard afirmou que o ator Tom Cruise já cuidou dela e de seus irmãos em várias ocasiões quando ainda eram pequenos. Ela cresceu no Condado de Westchester, Nova Iorque, e em uma fazenda em Greenwich, Connecticut.
Howard participou do Stagedoor Manor, um acampamento de artes dramáticas no norte de Nova Iorque, junto com a atriz Natalie Portman. Depois de completar a escola, ela estudou na Tisch School of the Arts da Universidade de Nova Iorque por três anos, ao mesmo tempo que cursava o Conservatório Stella Adler, o The Experimental Wing, e o Theatre Wing em Amsterdã. Durante a época em que estudava, ela participou de uma gravação para o musical da Broadway A Tale of Two Cities. Ela se formou com um Bacharelado em Belas Artes no ano de 2003. Howard também já participou do Steppenwolf Theatre Company e do The Actors Center. Durante o tempo que passou em Nova Iorque, ela também fez parte da companhia Theatre Mitu. Quando se inscrevia em escolas de teatro Howard omitia seu último nome para evitar qualquer tratamento especial por causa de seu pai. Ela mais tarde reconsiderou isso porque achou que seus dois primeiros nomes combinados soavam como uma atriz pornográfica.

## Carreira

### 1989-2006

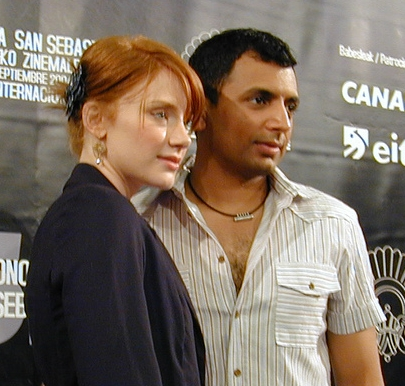
Howard com Shyamalan em 2006.

Howard fez sua estreia no cinema em 1989 como uma figurante não-creditada no filme Parenthood, dirigido por seu pai. Ela também foi uma figurante em Apollo 13, de 1995, e em How the Grinch Stole Christmas, de 2000, ambos também dirigidos por Ron Howard. Durante o tempo em que passava nas gravações de seu pai, ela iria conversar com os atores e a equipe de produção. Nos anos seguintes, Howard atuou em várias peças teatrais em Nova Iorque. Entre elas estava House and Garden, uma produção de 2002 em que ela interpretava uma adolescente desdenhosa e flertadora. Enquanto interpretava o papel de Rosalind na comédia de William Shakespeare As You Like It em 2003, Howard chamou a atenção do diretor M. Night Shyamalan. Ela não conhecia a peça e foi escolhida para o papel um dia antes da estreia. Ela então estrelou em 2004 o filme Book of Love, dirigido por Alan Brown, sobre uma jovem mulher tendo um caso com um adolescente solitário, destruindo seu casamento. O filme foi ignorado pela crítica e pelo público.
Seu primeiro papel de destaque veio em 2004 com The Village, de Shyamalan. Quando Kirsten Dunst não conseguiu arranjar tempo para as gravações, Howard foi escolhida para o papel sem ao menos fazer um teste, duas semanas após o diretor tê-la visto no teatro. A história é sobre uma vila "na virada do século XX" cujos residentes vivem em constante temor de criaturas que habitam as florestas em volta. Ela interpreta a protagonista feminina, a filha cega do líder local. Sua interpretação foi elogiada pela crítica e ela foi indicada para vários prêmios. The Village arrecadou bem nas bilheterias, porém não foi tão bem recebido pela crítica. No ano seguinte, Howard foi escolhida pelo diretor Lars Von Trier para substituir Nicole Kidman como Grace Mulligan em Manderlay, sequência de Dogville. Se passando em uma plantação, Von Trier disse que seu filme "claramente" pode ser visto como uma alusão aos esforços do Presidente George W. Bush para implantar uma democracia no Iraque. Manderlay foi um fracasso nas bilheterias, arrecadando apenas US$ 674.000 de seu orçamento de US$ 14.2 milhões.
Howard trabalhou novamente com Shyamalan em Lady in the Water, fazendo o papel de Story, um tipo de ninfa aquática chamada narf. O filme de 2006 é coestrelado por Paul Giamatti. O filme segue a história do personagem de Giamatti que resgata o que acha ser uma jovem mulher de sua piscina. Depois de descobrir que ela é uma personagem de um conto de fadas que está tentando voltar para casa, ele se une aos outros moradores do prédio para protegê-la de criaturas que tentam impedir sua volta. O filme não foi muito bem nas bilheterias, arrecadando menos que seu orçamento de US$ 75 milhões, sendo mau recebido pela crítica. Ao ser perguntada qual era a mensagem que ela esperava passar para os espectadores, Howard disse "Diria que é bem simples – se você tem fé, todo que deve acontecer irá acontecer". Em seguida, ela interpretou Rosalind novamente na adaptação de 2006 de As You Like It dirigida por Kenneth Branagh. O filme foi exibido primeiramente nos cinemas europeus antes de ser exibido na televisão norte-americana pela HBO. Howard foi indicada a um Golden Globe Award em 2008 por sua interpretação. O filme foi mau recebido pela imprensa britânica, apesar de ter recebido uma resposta mais favorável nos Estados Unidos. No mesmo ano, Howard escreveu e dirigiu um curta-metragem, Orchids, como parte da série "Real Moments" da revista Glamour.

### 2007-presente
No ano seguinte, atuou em Homem-Aranha 3, onde ela interpreta um papel coadjuvante/secundária como Gwen Stacy. Estava grávida durante as filmagens.
Em 2009, as grandes produções de que participou foram: O Exterminador do Futuro - A Salvação, como Kate, esposa do líder da resistência John Connor, vivido por Christian Bale; e The Loss Of A Teardrop Diamond, filme baseado no livro do dramaturgo Tennessee Williams, contracenando com Chris Evans.
Em 2010, trabalhou em duas longas-metragens. Um deles, o terceiro filme da franquia Crepúsculo, Eclipse, em que deu vida à vilã Victoria; e o outro, Hereafter, drama dirigido por Clint Eastwood, em que contracenou com Matt Damon.
O filme Restless, será lançado em 2011, com direção de Gus Van Sant, em que participará como produtora ao lado de seu pai. Além deste, assinou para um papel em The Help, um filme baseado no livro homônimo escrito por Kathryn Stockett. A história se passa no ano de 1960, no Mississippi. A personagem de Howard no projeto é Hilly Holbrook, descrita como uma mulher desagradável, que destrata suas empregadas.  A atriz aparecerá também em Untitled Seth Rogan Project , filme da Summit Entertainment sem data de estreia prevista.
File:Bryce Dallas Howard-19dcb78d-b1f5-4b3a-92b7-18fc4514838d.jpg

## Filmografia
| Ano  | Título                         | Papel                      | Notas                         |
| ---- | ------------------------------ | -------------------------- | ----------------------------- |
| 1989 | Parenthood                     | Menina Ruiva               | Figurante                     |
| 1995 | Apollo 13                      | Menina com Vestido Amarelo | Figurante                     |
| 2000 | How the Grinch Stole Christmas | Menina Who                 | Figurante                     |
| 2004 | Book of Love                   | Heather                    |                               |
| 2004 | The Village                    | Ivy Elizabeth Walker       |                               |
| 2005 | Manderlay                      | Grace Margaret Mulligan    |                               |
| 2006 | As You Like It                 | Rosalind                   | Filme para televisão          |
| 2006 | Lady in the Water              | Story                      |                               |
| 2006 | Orchids                        |                            | Curta - diretora e roteirista |
| 2007 | Spider Man 3                   | Gwen Stacy                 |                               |
| 2009 | Terminator Salvation           | Kate Connor                |                               |
| 2009 | The Loss of a Teardrop Diamond | Fisher Willow              |                               |
| 2010 | A Saga Crepúsculo: Eclipse     | Victoria                   |                               |
| 2010 | Hereafter                      | Melaine                    |                               |
| 2011 | 50/50                          | Rachel                     |                               |
| 2011 | The Help                       | Hilly Holbrook             |                               |
| 2015 | Jurassic World                 | Claire Dearing             |                               |
| 2016 | Pete's Dragon                  | Grace Meacham              |                               |
| 2016 | Gold                           | Kay                        |                               |
| 2016 | Black Mirror                   | Lacie Pound                | Episódio: Nosedive            |
| 2017 | McLaren                        | Ela mesma                  | Documentário                  |
| 2018 | Jurassic World: Fallen Kingdom | Claire Dearing             |                               |
| 2019 | A Caminho de Casa              | Bella                      | Voz                           |
| 2019 | Rocketman                      | Sheila Eileen              |                               |
| 2022 | Jurassic World: Dominion       | Claire Dearing             |                               |
| TBA  | Argylle                        | Não revelado               | [ 34 ]                        |